# Équation de Monge-Ampère
En mathématiques, une  équation (réelle) de Monge–Ampère est une équation aux dérivées partielles du second ordre,  non-linéaire. Une équation aux dérivées partielles du second ordre de la fonction inconnue u de deux variables x,y est de Monge–Ampère si elle est linéaire en la matrice Hessienne de u et en son déterminant. L'équation peut par ailleurs faire intervenir les variables indépendantes, ainsi que les valeurs de u et de son gradient. Historiquement, les variables indépendantes (x,y) varient sur un domaine D de R2. Mais on considère aujourd'hui cette équation dans le cas de n variables indépendantes. Les résultats les plus complets ont été obtenus lorsque l'équation est elliptique.
Les équations de Monge–Ampère jouent un rôle important en géométrie différentielle, par exemple, dans les problèmes de Weyl et de Minkowski  en géométrie différentielle des surfaces. Elles ont d'abord été étudiées par Gaspard Monge en 1784 et, plus tard, par André-Marie Ampère en 1820. Des résultats importants de la théorie ont été obtenues par Sergueï Bernstein, Alexandre Alexandrov, Aleksei Pogorelov, Charles Fefferman, Louis Nirenberg et Alessio Figalli.

## Description
Étant donné deux variables indépendantes x et y, et une variable dépendante u, la forme la plus simple de l'équation de Monge-Ampère est 
{\displaystyle L[u]=A(u_{xx}u_{yy}-u_{xy}^{2})+Bu_{xx}+2Cu_{xy}+Du_{yy}+E=0,}
où A, B, C, D, et E sont des fonctions qui dépendent des variables de premier ordre x, y, u, ux, et uy.

## Théorème de Rellich
Soit  Ω un domaine fermé de R3, et on suppose que, sur Ω,  A, B, C, D, et E sont seulement des fonctions continues de x et y. Considérons le Problème de Dirichlet pour trouver u pour que
{\displaystyle L[u]=0,\quad {\text{sur}}\ \Omega }
{\displaystyle u|_{\partial \Omega }=g.}
Si {\displaystyle BD-C^{2}-AE>0,}
alors le problème de Dirichlet a au plus deux solutions.

## Résultats elliptiques
Supposons maintenant que x est une variable à valeurs dans Rn, et que f(x,u,Du) est une fonction positive. Alors l'équation de Monge-Ampère s'écrit :
{\displaystyle L[u]=\det D^{2}u-f(\mathbf {x} ,u,Du)=0\qquad \qquad (1)}
où Du est le gradient de u et D2u la Hessienne de u. C'est une équation aux dérivées partielles elliptique (la linéarisation est elliptique), tant que l'on se borne aux solutions convexes.
L'opérateur L satisfait les conditions du Principe du maximum lorsque f est croissante par rapport à la variable u. Les solutions convexes du problème  de Dirichlet sont uniques si elles existent.[réf. nécessaire] En ce qui concerne l'existence, on suppose en général que le domaine D est lui-même convexe.

## Applications
L'équation de Monge-Ampère intervient dans des problèmes de géométrie affine, de géométrie différentielle. Une des applications est le problème de Minkowski :  Soit une fonction réelle K  définie sur un domaine Ω de Rn, ce problème  consiste à déterminer une hypersurface de Rn+1 d'équation z = u(x)  ,  x ∈ Ω telle qu'en chacun  de ces points (x, u(x)) la courbure de Gauss soit K(x). L'équation différentielle qui en résulte est 
{\displaystyle \det D^{2}u-K(\mathbf {x} )(1+|Du|^{2})^{(n+2)/2}=0.}